# Кубок Німеччини з футболу 1943
Кубок Німеччини з футболу 1943 — 9-й розіграш кубкового футбольного турніру в Німеччині. Через розвиток військових дій у фінальному етапі брали участь тільки 32 команди (у зв'язку з анексією частини Австрії, Чехословаччини, Люксембургу та Польщі Третім Рейхом участь брали австрійські, чеські, люксембурзькі та польські клуби). Переможцем кубка Німеччини став Фірст Вієнна.

## 1/16 фіналу
| Команда 1            | Рахунок | Команда 2                 |
| -------------------- | ------- | ------------------------- |
| 15 серпня 1943       |         |                           |
| Вікторія (Ельблонг)  | 0:7     | Пютніц (Рибніц-Дамгартен) |
| Росток               | 1:7     | Герта (Берлін)            |
| 22 серпня 1943       |         |                           |
| Позен                | 0:4     | Кенігсберг                |
| Бреслауер-02         | 5:3     | Ліпин                     |
| Брюкс                | 0:14    | Фірст Вієнна              |
| Дрезднер             | 13:1    | Боруссія (Фульда)         |
| Саарбрюкен           | 8:0     | Кельн-04                  |
| Мюлуз-1893           | 1:4     | Мангайм                   |
| Аугсбург             | 3:0     | Баварія (Мюнхен)          |
| 29 серпня 1943       |         |                           |
| Штутгартер Кікерс    | 3:5     | Кікерс (Оффенбах)         |
| Гольштайн (Кіль)     | 5:4     | Айнтрахт (Брауншвейг)     |
| Люфтваффе (Гамбург)  | 1:0     | Вільгельмсгафен-1905      |
| Цель Прага (Варшава) | 3:5     | Брюнн                     |
| Ерфурт               | 0:4     | Шальке 04                 |
| Нідеркорн            | 0:3     | Катернберг (Ессен)        |
| 12 вересня 1943      |         |                           |
| Швайнфурт-1905       | 2:4     | Нюрнберг                  |

## 1/8 фіналу
| Команда 1                 | Рахунок | Команда 2           |
| ------------------------- | ------- | ------------------- |
| 12 вересня 1943           |         |                     |
| Кенігсберг                | 0:5     | Дрезднер            |
| 19 вересня 1943           |         |                     |
| Пютніц (Рибніц-Дамгартен) | 2:3     | Люфтваффе (Гамбург) |
| Герта (Берлін)            | 0:3     | Гольштайн (Кіль)    |
| Брюнн                     | 1:5     | Нюрнберг            |
| Кікерс (Оффенбах)         | 1:2     | Саарбрюкен          |
| Шальке 04                 | 4:2     | Катернберг (Ессен)  |
| Мангайм                   | 4:2     | Аугсбург            |
| 26 вересня 1943           |         |                     |
| Фірст Вієнна              | 6:5     | Бреслауер-02        |

## Чвертьфінали
| Команда 1        | Рахунок | Команда 2           |
| ---------------- | ------- | ------------------- |
| 3 жовтня 1943    |         |                     |
| Гольштайн (Кіль) | 2:4     | Люфтваффе (Гамбург) |
| Дрезднер         | 5:3     | Мангайм             |
| Саарбрюкен       | 1:2 дч  | Шальке 04           |
| Нюрнберг         | 2:3     | Фірст Вієнна        |

## Півфінали
| Команда 1           | Рахунок | Команда 2    |
| ------------------- | ------- | ------------ |
| 17 жовтня 1943      |         |              |
| Люфтваффе (Гамбург) | 2:1     | Дрезднер     |
| Шальке 04           | 2:6     | Фірст Вієнна |

## Фінал
| 31 серпня 1943 |

| Фірст Вієнна                    | 3:2 дч   | Люфтваффе (Гамбург)    |
| ------------------------------- | -------- | ---------------------- |
| Деккер 49' (пен.) Ноак 53' 113' | Протокол | Гайнріх 26' Горнік 70' |

| Адольф-Гітлер-Кампфбан, Штутгарт Глядачів: 45 000 Арбітр: Еміль Шметцер |